# 청주 척화비
청주 척화비(淸州 斥和碑)는 충청북도 청주시 상당구, 청주중앙공원에 있는 척화비이다. 1978년 10월 27일 충청북도의 기념물 제23호로 지정되었다.

## 개요
척화비는 조선 후기 병인양요(1866)와 신미양요(1871)를 승리로 이끈 흥선대원군이 온 백성에게 서양세력에 대한 경계심을 일깨우고자 서울과 전국 교통요지에 세우도록 한 비이다.
이 척화비는 1976년 2월 29일 석교동 노상하수구 뚜껑으로 있던 것을 발견한 것으로, 직사각형의 모습이며, 하수구의 뚜껑으로 사용되었기 때문에 글씨가 잘 보이지 않고 일부가 파손되어 있다. 앞면에는 ‘서양 오랑캐가 침입하는데 싸우지 않으면 화친하는 것이요, 화친을 주장하는 것은 나라를 팔아먹는 것이다’라는 글을 새겨 대원군의 강력한 쇄국의지를 밝히고 있다.
척화비를 세운 시기는 고종 8년(1871)인데, 후에 임오군란(1882)이 발생하고 대원군이 청나라에 납치되자 일본공사의 요구로 모두 철거되어, 지금은 이처럼 몇 기의 비들만 곳곳에 남아 있다.

## 참고 자료
- 청주 척화비 - 국가유산청 국가유산포털